# Philo Bregstein
Philo Bregstein (Amsterdam, 1 juni 1932) is een Nederlandse schrijver en filmmaker. 

## Loopbaan
Hij voltooide in 1957  een rechtenstudie aan de Universiteit van Amsterdam, en volgde van 1962 tot 1965 een opleiding filmregie en scenario aan het Centro Sperimentale di Cinematografia in Rome. Hij schreef tal van essays over onder meer kunst en films, maar ook over de Jodenvervolging en antisemitisme.
Bregstein maakte onder meer de film Op zoek naar joods Amsterdam en samen met historicus Salvador Bloemgarten het boek Herinnering aan Joods Amsterdam, waarin tal van mensen geïnterviewd werden over het joodse leven in Amsterdam dat door de Tweede Wereldoorlog vernietigd werd.
Bregstein is een zoon van Marcel Henri Bregstein.

## Films
- Dingen die niet voorbijgaan (over Jacques Presser), 1970.
- Op zoek naar Joods Amsterdam, 1975.
- Otto Klemperers lange Reise durch seine Zeit
- Otto Klemperer in rehearsal and concert 1974
- Wie de waarheid zegt moet dood (over Pier Paolo Pasolini), 1981.
- Het compromis.
- Jean Rouch en zijn camera in het hart van Afrika
- Dromen van leven
- Ernst Schäublin, boer en schilder
- Days of Memory,
- Filmers buiten het gareel
- Een dag Fellini

## Boeken
- Om de tijd te doden (roman), Sijthoff, 1967
- Gesprekken met Jacques Presser, Atheneum Polak en van Gennep, 1972
- Persoonsbewĳs: gesprekken rondom een overlevende (roman), Manteau, 1973
- Herinnering aan Joods Amsterdam, (interviews, met Salvador Bloemgarten als coauteur), De Bezige Bij, 1978. In het Engels vertaald door Wanda Boeke, Holmes & Meier, New York, 2004
- De Vliegende Hollander (roman), Meulenhoff, 1980
- Reisverslag van een vliegende Hollander (roman), De Prom, 1997
- Het kromme kan toch niet recht zijn (essays en interviews), De Prom, 1996
- Over smaak valt best te twisten (essays voor de Groene Amsterdammer), De Prom, 1991
- Willem Mengelberg tussen licht en donker (toneelstuk van Philo Bregstein en Martin van Amerongen), De Prom, 2001
- Terug naar Litouwen, sporen van een Joodse familie, Van Gennep, 1995
- Het Sabbatjaar (roman), Aspekt, 2004
- Over Jacques Presser (essays), Aspekt 2006
- Antisemitisme in zijn hedendaagse variaties (essays), Mets & Schilt, 2007
- De Gestolen Tijd, Op zoek naar mijn joodse familie, uitgeverij Boom, 2018